# Janowo (powiat Nidzicki)
Janowo (Duits: Iwanken) is een dorp in het Poolse woiwodschap Ermland-Mazurië, in het district Nidzicki. De plaats maakt deel uit van de gemeente Janowo en telt 1000 inwoners.